# 張海 (成化進士)
張海（1436年—1498年），字文淵，號函山，山東德州（今山東省德州市）人，明朝政治人物。天順己卯解元，成化丙戌進士。官至兵部侍郎，终山西布政司使右參政。

## 生平
天順三年（1459年）己卯科山東鄉試第一名。成化二年（1466年）丙戌科會試第八名，殿試登進士第二甲第八十七名。历官户科给事中，升顺天府丞、太仆寺卿、云南鹤庆知府、顺天府尹，擢兵部右侍郎，进左侍郎。卒年六十三。

## 墓葬
2007年，德州市妇幼保健院出土了两盒墓志。經考證，此即张海墓志，其墓志銘爲屠滽所作。

## 家族
曾祖父張義。祖父張鵬舉。父亲張忠。